# 绗缝封装

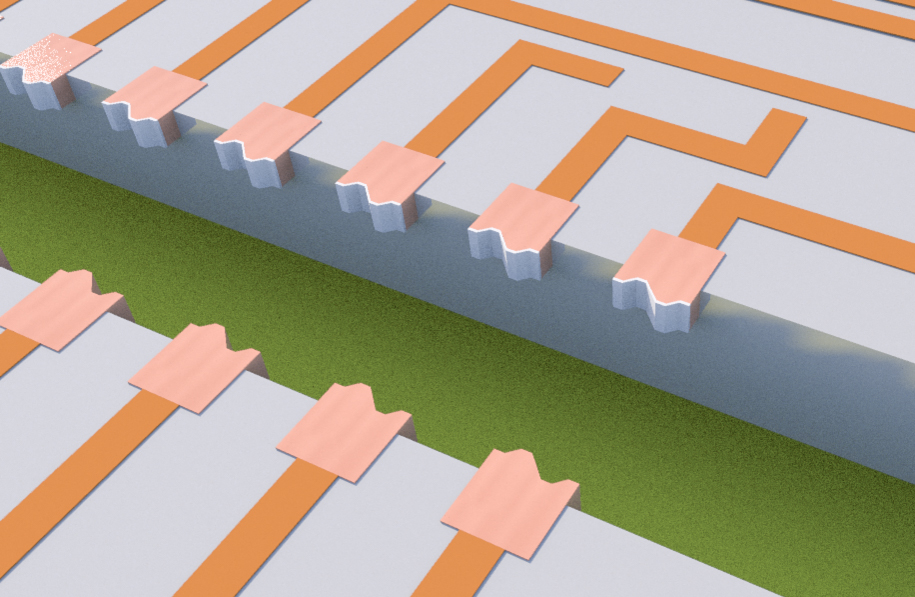
絎縫封装“结节”从微芯片的边缘延伸出来。

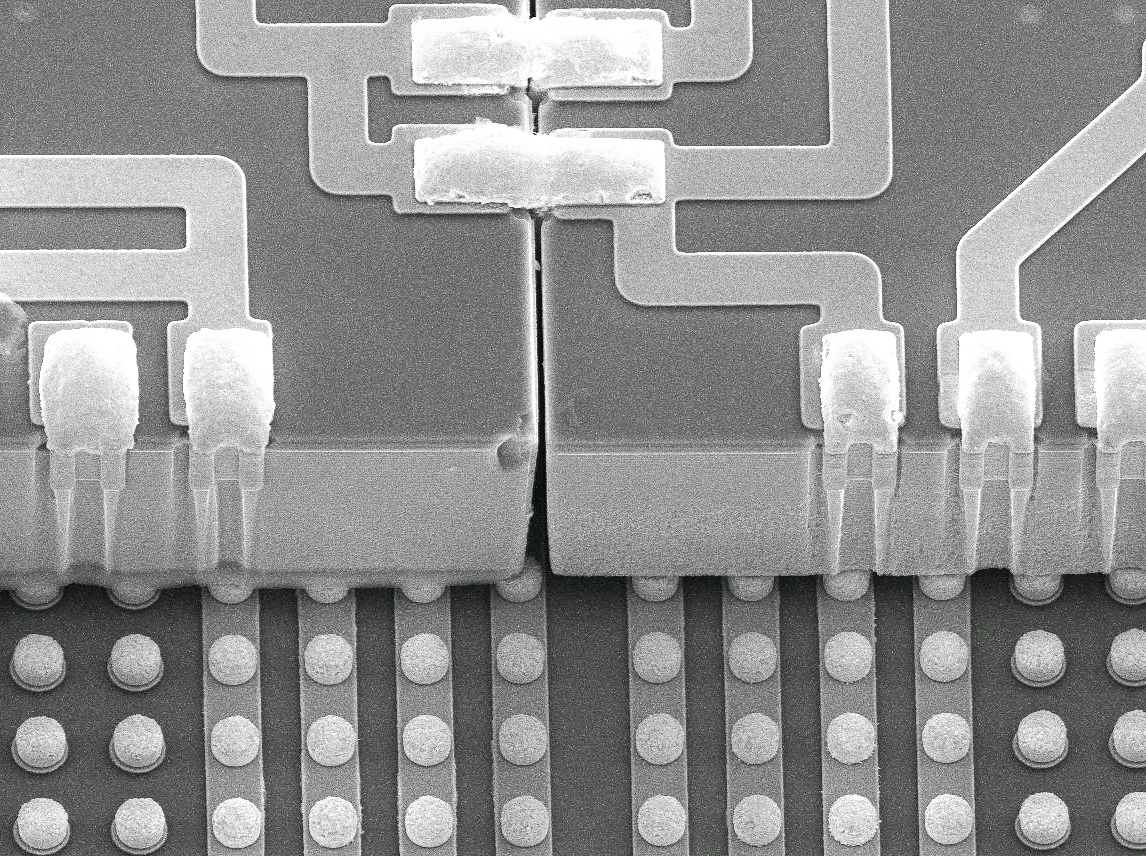
絎縫封装结节顶部有焊料，以实现芯片到芯片的互连

絎縫封装（Quilt Packaging，QP）是一种集成电路封装和芯片间互连的封装技术，利用从微芯片边缘水平延伸的“结节”结构来。 QP使用集成电路侧面突出的导电结节提高速度、降低功耗，实现封装内或多芯片模块上的多个芯片连接在一起，电气和机械上坚固的芯片间互连。絎縫封装由电气工程教授加里·伯恩斯坦（Gary H. Bernstein）领导的圣母大学研究人员团队发明。
絎縫封装结节使用标准后道半导体器件制造技术创建，作为微芯片的组成部分，将焊料电镀在结节顶部，使芯片间实现亚微米精度互连。
因此，絎縫封装技术可以在平面、2.5D和3D配置中集成具有不同技术或基板材料的多个芯片。 这些结核结构可以用作极宽带宽、低损耗的电气I/O，实现亚微米级的机械芯片间对齐，并提供小至5微米的芯片间隙。QP可以在各种衬底中实现，包括硅、砷化镓、碳化硅、氮化镓等，制成的小型高产“芯粒”可以“绗缝”在一起，创建更大的多功能元芯片。 

## 特点
與一級晶片封裝的間接連接相比，QP是一種直接的晶片間互連，即“超級連接”，通过絎縫封装连接在一起裸晶结节直接从芯片侧面延伸出来。使用适当的对准夹具，将芯片推在一起并粘合，形成信号路径，在芯片之间传输多达数千个高速信号。在QP 中，晶片透過從晶片邊緣水平突出的金屬結節來連接，以創建超級連接。接合可以通过超声波焊接、激光焊接或锡焊来实现。 结节的对准可以通过外部夹具来执行，或者通过自对准结节和芯片结构的其他方法来执行，从而减轻一些精度要求。 最终的絎縫可以安装在一个包中或安装在MCM上。 这种方法仍然允许使用传统的凸块键合和引线键合，并且实际上对于允许从外部系统到成品絎縫的通信是必要的。

## 射频模拟性能
已在具有同质和异质半导体材料组的绗缝芯片组上进行了QP互连的多次测量插入损耗。射频S参数测量范围为DC至220 MHz。介于硅和砷化镓之间，已证明从DC到100 GHz，QP互连小于0.1 dB的插入损耗，且高达220 GHz下有小于0.8 dB的插入损耗。

## 数字性能
絎縫封装互连已实现12吉比特/秒（Gbps）的比特率吞吐量，且在10 μm结节和10 μm芯片边缘的间距无失真。 

## 光学/光子学
初步的光耦合损耗模拟和测量表明芯片间耦合损耗<6 dB间隙小于4 μm。当间隙接近零时，损耗迅速改善，这可以通过绗缝封装装配公差来实现。  